# 德賓 (北達科他州)
德賓（英語：Durbin）是位於美國北達科他州卡斯縣的非建制地區。

## 歷史
德賓的郵局於1881年設立，其後於1985年停運。

## 地理
德賓所處的海拔為高於海平面281米（即922英呎），而該地所採用的時區為UTC-6，即北美中部时区（CST）。同時該地設有夏令時間，為UTC-6調快一小時，即UTC-5（CDT）。